# Hoplodrina poncebosi
Hoplodrina poncebosi là một loài bướm đêm trong họ Noctuidae.